# Чување Христовог гроба
Чување Христовог гроба је древни хришћански обичај и представља део Ускршњих обреда, представља симболично „чување Христовог гроба” од Великог петка до Ускрса. Обичај потиче из Јерусалима, а међу српским православним становништвом одржао се у градићу Врлика у северној Далмацији, где се упражњава у православној цркви Светог Николе. На предлог Удружења Чувари Христовог гроба из Батајнице обичај је уврштен у Национални регистар нематеријалног културног наслеђа Србије.

## Историја
Чување Христовог гроба је обичај стар више од 500 година. у Хришћанском свету одржао се у веома мало заједница, углавном међу православним становништвом. Забележен је, осим у Јерусалиму и у градићу Врлика у Далмацији и селу Стража поред Вршца.

### Чување Христовог гроба код Срба из Далмације
Прецизни подаци о настанку обичаја међу Србима у Далмацији нису забележени у историјским изворима, али се верује, према усменом предању, да у Врлики постоји најмање 400 година. У Врлики се овај обичај упражњава током ускршњих празника, од Великог петка до Ускрса, у православној цркви Светог Николе. У Врлику је донет највероватније из самог Јерусалима. Према једној причи, неко од свештеника донео је обичај из Јерусалима, док по другој обичај води порекло из времена Османлијског су наоружани људи, обучени у посебне ношње, штитили народ од турских напада за време обреда у Велики петак. Црква Светог Николе у Врлики, у којој су Православци обичавали чување Христовог гроба, подигнута је 1618. године. Ово би могао бити први сигурни пронолошки параметар од кога се мери обичај стражарског и ратничког бдења.

#### Обичај међу Србима из Далмације данас
После 1995. године и војне операције „Олуја” велики број Срба из Врлике избегао је у Србију. Традиција чувања Христовог гроба, за коју наглашавају да ни у време Другог светског рата није прекидана, била је по одласку српског народа из Крајине у избеглиштво, замрла десетак година. Године 2005. овај обичај је обновљен и од тада се упражњава за Васкрс у цркви Рођења Пресвете Богородице у београдском насељу Батајница, с благословом владике сремског Василија. Одржавање традиције овог обичаја веома је значајно за становништво Врличке Крајине које је мигрирало у Србију. Припадници ове заједнице га одржавју, преносећи га са оца на сина, као обичај карактеристичан за место њиховог порекла.

#### Обичај међу католичким становништвом у Врлики
Чување Христовог гроба постоји као обичај и код католичког становништва из Врлике. Чланови Друштва „Чувари Христовог гроба” сматрају да обичај потиче из народне традиције Срба после примања католицизма. „Код католика се обред чувања Христовог гроба ни по чему не разликује од нашег, осим што ми носимо јакну, трлаган, преко рамена као плашт, а они је облаче” Чланови Друштва „Чувари Христовог гроба” објашњавају да их посебно боли што је традиционална српска народна песма ојкача заштићена код Унеска као део хрватског културног наслеђа, а ношња Чувара Христовог гроба као део хрватске културе.

### Чување Христовог гроба код других верских заједница
У селу Стража, несељеном претежно румунским становништвом, такође се негује овај јединствени обичај. Упражњавање овог обичаја у Стражи датира из 1714. године и међу православним Румунима специфичан је само за ово мало јужнобанатско село.
Чување Христовог гроба као део традиције обележавања ускрса, негује се и међу верницима католичке, реформистичке и протестантске цркве у Суботици, а упражњава се у суботичкој Великој катедрали.

## Обичајни обред
Обичај чувања Христовог гроба је веома стар и упражњава се мало где у свету. Од Великог петка до недеље, када се по јулијанском календару слави васкрсење Светог Сина, црквена гарда, формирана само за ту прилику, даноноћно стражари у цркви, симболизујући римске војнике који су пре више од 2000 година чували Христов гроб у Израелу.

### Обред код далматинских Срба
У време предускршњих празника, окупљају се мушкарци, углавном младићи и уз благослов свештеника, приступају чувању Христовог гроба. Војничка стража започиње службу на Велики петак и траје све време служења Свете литургије на сам Ускрс. Чување гроба почиње од тренутка изношења Плаштанице. Током страже по двојица стражара непомично стоје поред „Христовог гроба”, један на северној, а други на јужној страни. Када харамбаша удари пушком о под цркве, стари „Чувари” се измакну, а нови заузму њихова места. Страже се смењују све до Велике суботе у поноћ, када се стража распушта. По распуштању страже чувари, ослобођени војничког држања, присуствују недељној литургији.
„Чувари” стижу у цркву са харамбашом на челу, обучени у народне ношње српског становништва из Врлике и околних села. Два чувара заузимају места северно и јужно од Христовог гроба. Чувари се често смењују, дефилујући кроз цркву скоро неприметно, побожно, заузимајући своја места и не трепћући посматрају Свету Плаштаницу. Традиција је да чувари Христовог гроба, после Васкршње литургије, запевају песме свог краја — ојкаче. Тада се чују гусле, дипле и глуво коло.
Ношња чувара Христовог гроба је специфична. Носи се само о Васкрсу и везује се искључиво за ове врличке витезове. Тешка је од петнаест до осамнаест килограма и богато је украшена. Сада врлички чувари Христовог гроба носе дрвене пушке, а у давна времена су носили праве. За пасом су им кубуре и јатагани. Ношњу не може понети нико ко није из врличког краја, тачније, мора бити из неког од девет села врличке општине. Карактеристична народна ношња је неизоставни део целокупног ритуала. Чине је равна капа са доминантним металним деловима, односно оклопима, који симболишу храброст и снагу, кошуље од белог платна са златним везом, гаће (панталоне) од тамног сукна, крожет (прслук — јелек), черма (борбени прслук са токама), пашњача (борбени појас од коже), пас (украсни вунени каиш) и трлаган (сукнена јакна — копоран). Чувар на ногама има опанке, чарапе, сукнене штитнике и потколеначе (кожни каишеви испод колена). Удружење „Чувари Христовог гроба” поседује аутентичну ношњу, стару око 200 година, која се данас чува у Етнографском музеју у Београду.

### Обред код православних Румуна у селу Стража у Банату
У селу Стража, несељном претежно румунским становништвом, такође се негује овај јединствени обичај. Упражњавање овог обичаја у Стражи датира из 1714. године и међу православним Румунима специфичан је само за ово мало јужнобанатско село. Током овог обреда младићи са пушкама и капама улазе у румунску православну цркву и чувају Христов гроб од Великог петка, до недеље, када се слави Христово васкрснуће.

## Нематеријално културно наслеђе Србије
Године 2012. на иницијативу Удружења Чувари Христовог гроба из Батајнице, обичај чувања Христовог гроба који се упражњава код православних Срба пореклом из Врлике уврштен је у Национални регистар нематеријалног културног наслеђа Србије. Обичај је веома значајан за становништво Врличке Крајине које је мигрирало у београдско насеље Батајницу и које га одржава као обичај карактеристичан за место њиховог порекла.